# Torre mamilia
La Turris Mamilia (torre mamilia) era un edificio che costituiva un importante punto di riferimento di Roma antica.
Si trovava nel quartiere della Suburra, un quartiere della città densamente popolato e notoriamente animato.
Al presente, la torre non è esistente e si ignora dove fosse la sua ubicazione.

## Attestazioni della torre
L'esistenza della torre è attestata da un'iscrizione ed è citata da Festo.
La torre, che era considerata dai Romani "molto antica", esisteva ancora al principio dell'età imperiale.

## Origine del nome
La torre fu così chiamata dal nomen della gens Mamilia, una famiglia originaria di Tusculum che talvolta utilizzò il cognomen Turrinus, una forma aggettivale di turris.
La genealogia mitologica della gens ne faceva risalire l'origine a Telegono e Circe.

## La torre mamilia e il cavallo di ottobre
La torre mamilia era coinvolta nella lotta rituale tra i Suburaneses, i residenti della Suburra, e i Sacravienses, che risiedevano lungo la Via Sacra, per il possesso della testa tagliata del "cavallo di ottobre".
Quando i Suburaneses vincevano, la testa doveva essere esposta sulla Turris Mamilia; la destinazione rivale dove era esposta la testa era costituita dalla Regia, la residenza originaria dei re di Roma.
Pertanto, si ritiene che i Mamilii avessero espresso rivendicazioni allo stato regale nell'età regia.
Essi però riuscirono ad evitare il tradizionale odio rivolto ai Tarquini grazie a un impeccabile servizio reso alla Repubblica.
Dumézil sosteneva che la finta battaglia rappresentasse i Mamilii come tradizionali nemici di Roma, ma questa posizione è stata criticata come un'"enfasi impropria", poiché potenzialmente il fatto che un nemico possedesse il talismano della testa avrebbe costituito un cattivo presagio per lo Stato.
Che cosa esattamente fosse la torre non è chiaro: forse si trattava di "un tipo di peel tower".